# David Rohl
David Rohl (ur. 12 września 1950 w Manchesterze) – brytyjski egiptolog i historyk narodowości żydowskiej, znany z kontrowersyjnych poglądów na temat chronologii starożytnej.

## Kariera zawodowa
Rohl swoją karierę zawodową zaczynał jako muzyk rockowy, zakładając w 1968 roku zespół pod nazwą Mandalaband. Nagrał dwie płyty. W połowie lat siedemdziesiątych Rohl zaczął pracować jako inżynier dźwięku, zanim nie zainteresował się starożytnym Egiptem. 
W latach osiemdziesiątych zaczął studiować na Uniwersytecie Londyńskim. W 1988 roku zdobył dyplom z historii starożytnej i egiptologii.

## Teorie naukowe
David Rohl opracował tzw. Nową Chronologię, którą opublikował w 1995 w pracy „A test of Time: The Bible – from Myth to History”. Jest to znacząca rewizja dotychczas uznawanej chronologii Bliskiego Wschodu przed 664 r. p.n.e. (czyli złupieniem Teb przez asyryjskiego króla Aszurbanipala).
Najważniejsze tezy to:
- Identyfikacja biblijnego faraona Sziszaka, jako Szeszonka I jest błędna, a tym faraonem był Ramzes II[1].
- Papirus Ebersa został źle odczytany i ma być dowodem reformy kalendarza egipskiego.
- Brak pochówków świętych byków w Sakkarze między 1070 r. p.n.e. a 850 r. p.n.e. ma być dowodem na to, że XXI dynastia i XXII dynastia panowały równocześnie, a Egipt w ich czasach był podzielony na dwa państwa. Kolejnym dowodem na poparcie tego faktu ma być wspólny grobowiec faraonów Osorkona II z XXII dynastii i Psusennesa I z XXI dynastii w Tanis[1].
- Faraon Amenemhat III jest tym faraonem, u którego Józef był wezyrem.
- „Nowy król, który nie znał Józefa” (Wj. 1:8) został zidentyfikowany jako Sobekhotep III lub Neferhotep I.
- Labayu, władca opisany w Listach z Amarny, ma być Saulem.
- Dadau, również opisany w Listach z Amarny, według Rohla to król Dawid.

### Eden
W książce Legend: The Genesis of Civilisation wydanej w 1998 r. Rohl umiejscowił Eden w północno-zachodnim Iranie. Zidentyfikował też rzeki Piszon i Gichon jako Araks i Qizil Uzun.

## Krytyka
Zdecydowana większość egiptologów odrzuca teorie Rohla. Kenneth Kitchen, profesor Uniwersytetu w Liverpoolu i zaciekły krytyk Rohla, twierdzi, że Rohl celowo pomija fakty, które przeczą jego teorii. Egiptolodzy podkreślają, że żaden inny faraon niż Szeszonk I, nie pasuje do opisu biblijnego faraona.

## Dzieła naukowe
Oryginalne:
- A Test of Time: The Bible – from Myth to History (1995)
- Legend: The Genesis of Civilisation (1998)
- The Lost Testament: The Story of the Children of Yahweh, 2002; Paperback edition: From Eden to Exile: The Epic History of the People of the Bible (2003)
- The Lords of Avaris: Uncovering the Legendary Origins of Western Civilisation (2007)

Polskie tłumaczenia:
- Faraonowie i królowie. Próba czasu. Tom I. Biblia – Od mitu do historii. Wyd. Amber, Warszawa 1996, ss. 425. Seria: Tajemnice Wszechświata. ISBN 83-7169-175-0
- Legenda o powstaniu cywilizacji. Próba czasu. Wyd. Panteon, Wrocław 2004, ss. 463. ISBN 83-88925-27-X